# الدوري الأمريكي لكرة القدم 2007
الدوري الأمريكي لكرة القدم 2007 (بالإنجليزية: 2007 Major League Soccer season)‏ هو الموسم 12 من  الدوري الأمريكي لكرة القدم. أقيم خلال الفترة 2007 وحتى 18 نوفمبر 2007، وكان عدد الأندية المشاركة فيه  13، وفاز فيه هيوستن دينامو.